# Sœurs missionnaires guadalupéennes du Saint Esprit
Les sœurs missionnaires guadalupéennes du Saint Esprit (en latin : Missionariarum Guadalupensium a Spiritu Sancto) sont une congrégation religieuse féminine de droit pontifical. 

## Historique
La congrégation provient d'une scission avec les oblates de Jésus Prêtre fondées le 9 février 1924 par Félix de Jésus Rougier.
La communauté est érigée canoniquement le 15 septembre 1930 à Morelia par Mgr Leopoldo Ruiz y Flores (es), archevêque du diocèse de Morelia. Les sœurs reçoivent l'habit religieux le 19 mars 1931 et font leur profession religieuse le 25 mars 1933. L'Institut reçoit le décret de louange le 11 février 1973.  

## Activités et diffusion
Les sœurs se consacrent à l'enseignement du catéchisme et la formation des catéchistes, aux missions paroissiales, l'animation liturgique et œuvres sociales en particulier dans les zones où les prêtres sont rares. 
Elles sont présentes au Mexique, en Colombie et aux États-Unis.
La maison généralice est à Mexico. 
En 2017, la congrégation comptait 251 sœurs dans 46 maisons.